# (3396) Muazzez
(3396) Muazzez es un asteroide que forma parte del cinturón exterior de asteroides y fue descubierto el 15 de octubre de 1915 por Maximilian Franz Wolf desde el Observatorio de Heidelberg-Königstuhl, Alemania.

## Designación y nombre
Muazzez fue designado al principio como A915 TE.
Más tarde, en 1986, se nombró en honor de Muazzez Lohmiller según una propuesta de Brian Marsden.

## Características orbitales
Muazzez está situado a una distancia media del Sol de 3,387 ua, pudiendo acercarse hasta 2,76 ua y alejarse hasta 4,015 ua. Tiene una excentricidad de 0,1852 y una inclinación orbital de 8,349 grados. Emplea 2277 días en completar una órbita alrededor del Sol.

## Características físicas
La magnitud absoluta de Muazzez es 10,9. Tiene 37,63 km de diámetro y su albedo se estima en 0,0497.